# Selecció francesa de corfbol
La selecció francesa de corfbol és dirigida per la UFOLEP National Korfball Committee i representa França a les competicions internacionals de corfbol.

## Història
Aquest és el resum de les participacions de la selecció francesa de corfbol en competicions oficials:
| Campionat del Món |                      |                       |               |
| Any               | Campionat            | Seu                   | Classificació |
| 1984              | 2n Campionat del Món | Anvers (Bèlgica)      | 8a plaça      |
| 1987              | 3r Campionat del Món | Zeist (Països Baixos) | 12a plaça     |

| European Bowl |                  |                    |                 |
| Any           | Campionat        | Seu                | Classificació   |
| 2007          | 2a European Bowl | Luxemburg / Sèrbia | 3a plaça        |
| 2009          | 3a European Bowl | Luxemburg          | 6a plaça (Oest) |